# Pseudopoecilia
Pseudopoecilia is een geslacht van straalvinnige vissen uit de familie van levendbarende tandkarpers (Poeciliidae).

## Soorten
- Pseudopoecilia austrocolumbiana Radda, 1987
- Pseudopoecilia festae (Boulenger, 1898)
- Pseudopoecilia fria (Eigenmann & Henn, 1914)